# 乔希·卡尔顿
乔舒亚·尤里亚·卡尔顿（1999年2月26日—）為美國男子籃球運動員，現效力於全国男子篮球联赛香港金牛。
卡尔顿出生於马里兰州银泉，2021年從康涅狄格大学轉學到休士頓大學。
2022年8月，勒芒萨尔特簽下卡尔顿。2023年8月，大都會92引進卡尔顿。2023年12月，達魯沙法卡引進卡尔顿。卡尔顿代表達魯沙法卡出賽13場，場均可貢獻9.3分、6.4籃板。2024年4月，聖彼得堡澤尼特簽下卡尔顿。卡尔顿代表聖彼得堡澤尼特出賽14場，場均攻下4.7分、2籃板、0.6阻攻。2024年8月，卡尔顿加盟全国男子篮球联赛香港金牛頂替卡梅伦·奥利弗，卡尔顿例行賽繳出場均22.5分、11籃板、1.2阻攻的表現。2024年9月，卡尔顿與中国男子篮球职业联赛浙江广厦簽約。

## 外部連結
- 乔希·卡尔顿在fiba.basketball（英语）
- 乔希·卡尔顿在TBLStat.net（英语）
- 乔希·卡尔顿在VTB聯賽官網（英语）
- 乔希·卡尔顿在中国男子篮球职业联赛官網
- 乔希·卡尔顿在Basketball-Reference.com（國際）（英语）
- 乔希·卡尔顿在Sports-Reference.com（NCAA）（英语）
- 乔希·卡尔顿在Eurobasket.com（球員）（英语）
- 乔希·卡尔顿在Proballers（英语）
- 乔希·卡尔顿在RealGM（英语）
- 乔希·卡尔顿在中国篮球数据库
- 乔希·卡尔顿在Flashscore（英语）